# IC 4699
IC 4699 ist ein planetarischer Nebel im Sternbild Teleskop. In einer im Jahr 2000 publizierten Studie von Gesicki und Zijlstra wurde die Expansionsgeschwindigkeit des Nebels zu etwa 29 km/s abgeschätzt.